# Зеленовски район
Зеленовски район (на казахски: Зеленов ауданы) е съставна част на Западноказахстанска област, Казахстан, обща площ 7722 км2 и население 58 599 души (по приблизителна оценка към 1 януари 2020 г.). Административен център е село Перемьотное.